# Zeta Leporis
Zeta Leporis (ζ Leporis, ζ Lep) ist ein Stern im südlichen Sternbild Hase, der 70,5 Lichtjahre von der Erde entfernt ist. Er hat eine scheinbare Helligkeit von 3,5 mag und ist damit hell genug, um mit bloßem Auge sichtbar zu sein. 2001 wurde ein Asteroidengürtel um den Stern bestätigt.

## Eigenschaften
Zeta Leporis hat die Spektralklasse of A2 IV-V(n) und befindet sich damit im Übergangsstadium von einem Hauptreihenstern zu einem Unterriesen. Das Suffix (n) besagt, dass die Absorptionslinien im Spektrum des Sterns wegen seiner schnellen Rotation nebelhaft erscheinen, was aufgrund des Doppler-Effekts zu einer Verbreiterung der Linien führt. Die vorgeschlagene Rotationsgeschwindigkeit beträgt 245 km/s, was eine niedrigere äquatoriale und azimutale Geschwindigkeit des Sterns bedingt.
Der Stern hat die 1,46fache Masse, den 1,5fachen Radius, und die 14fache Leuchtkraft der Sonne. Die Fülle an anderen Elementen als Wasserstoff und Helium, von Astronomen als die Metallizität des Sterns bezeichnet, beträgt nur 17 % der Sonne. Zeta Leporis scheint sehr jung zu sein, mit einem Alter von etwa 231 Millionen Jahren, doch beträgt die Fehlerspanne zwischen 50 und 347 Millionen Jahren.

## Asteroidengürtel

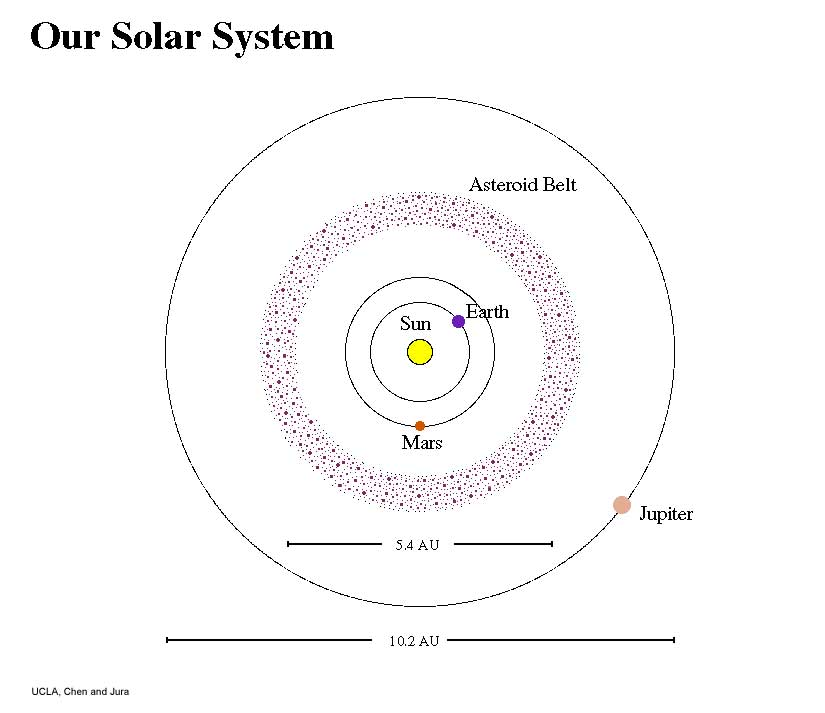
Der Asteroidengürtel (Hauptgürtel) im Sonnensystem

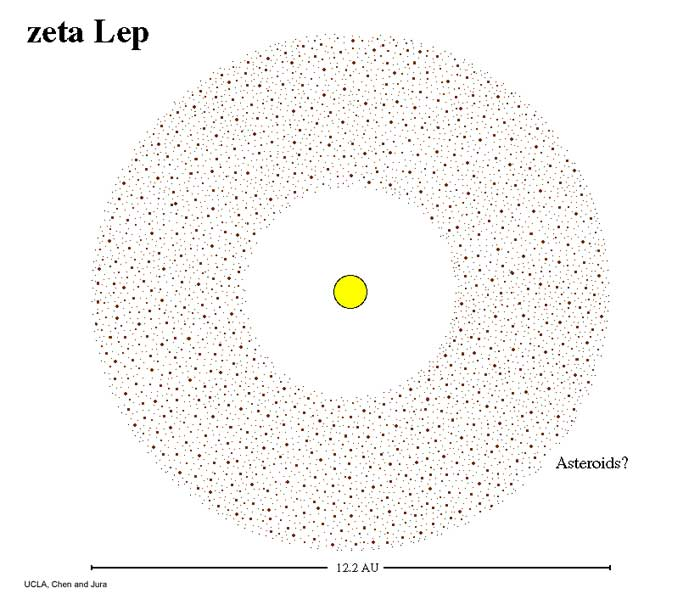
Der Asteroidengürtel um den Stern Zeta Leporis (Maßstab wie oben)

1983 wurde durch das Weltraumteleskop Infrared Astronomical Satellite (IRAS) entdeckt, dass Zeta Leporis von Staub umkreist wird. Die Größe dieser Trümmerscheibe wurde auf einen Durchmesser von 12,2 Astronomischen Einheiten (AU) eingeschränkt.
Durch das Long Wavelength Spectrometer am Keck-Observatorium auf dem Mauna Kea auf der Insel Hawaii konnte 2001 der Durchmesser der Trümmerscheibe genauer eingeschränkt werden. Man fand heraus, dass sie in einem Radius von 5,4 AU liegt. Die Temperatur des Staubs wurde auf etwa 340 Kelvin geschätzt. Abhängig vom Aufheizen durch den Stern könnten sich die Staubkörner bis auf 2,5 AU an Zeta Leporis heran erstrecken.
Nach heutigem Stand ist der Staub auf einen massiven Asteroidengürtel in einer Umlaufbahn um Zeta Leporis zurückzuführen, den ersten extrasolaren Asteroidengürtel, der entdeckt wurde. Die geschätzte Masse des Gürtels beträgt mehr als die 200fache Masse des Asteroidengürtels im Sonnensystem, nämlich 4 × 1023 kg. Die Astronomen Christine Chen und Michael Jura fanden heraus, dass der in diesem Gürtel enthaltene Staub eigentlich innerhalb von 20.000 Jahren in den Stern gefallen sein müsste, eine weitaus kürzere Zeit als das geschätzte Alter von Zeta Leporis, was nahelegt, dass irgendein ein Mechanismus den Asteroidengürtel immer wieder auffrischt.

## Begegnung mit der Sonne
Berechnungen von Vadim V. Bobylev aus dem Jahr 2010 deuten darauf hin, dass Zeta Leporis vor 861.000 Jahren der Sonne bis auf 1,28 Parsec (4,17 Lichtjahre) nahekam. J. Sanchez-Garcia nahm 2001 an, dass der Stern vor einer Million Jahren die Sonne in 1,64 Parsec (5,34 Lichtjahre) Entfernung passierte.

## Weiterführende Literatur
- Cote J: B and A type stars with unexpectedly large colour excesses at IRAS wavelengths. In: Astronomy and Astrophysics. 181. Jahrgang, Nr. 1, 1987, S. 77–84, bibcode:1987A&A...181...77C.
- Aumann H. H., Probst R. G: Search for Vega-like nearby stars with 12 micron excess. In: Astrophysical Journal. 368. Jahrgang, 1991, S. 264–271, doi:10.1086/169690, bibcode:1991ApJ...368..264A.
- Chen C. H., Jura M.: A Possible Massive Asteroid Belt around zeta Leporis. In: Astrophysical Journal. 560. Jahrgang, Nr. 2, 2001, S. L171, doi:10.1086/324057, arxiv:astro-ph/0109216, bibcode:2001ApJ...560L.171C.
- M. M. Moerchen, C. M. Telesco, C. Packham, T. J. J. Kehoe: Mid-infrared resolution of a 3 AU-radius debris disk around Zeta Leporis. In: Astrophysical Journal Letters. 655. Jahrgang, Nr. 2, 2006, S. L109, doi:10.1086/511955, arxiv:astro-ph/0612550, bibcode:2007ApJ...655L.109M.